# یواس‌ان‌اس میشن دولورس (تی-ای‌او-۱۱۵)
یواس‌ان‌اس میشن دولورس (تی-ای‌او-۱۱۵) (به انگلیسی: USNS Mission Dolores (T-AO-115)) یک کشتی بود که طول آن ۵۲۴ فوت (۱۶۰ متر) بود. این کشتی در سال ۱۹۴۴ ساخته شد.